# Uithuizen
Uithuizen (en groningois : Oethoezen) est un village et le chef-lieu de la commune néerlandaise de Het Hogeland, situé dans la province de Groningue.

## Géographie
Le village est situé au nord de la province, près du littoral de la mer des Wadden, à 20 km au nord-est de Groningue.

## Histoire
Le 1er janvier 1979, Uithuizen, alors commune indépendante, fusionne avec Uithuizermeeden pour former la nouvelle commune de Hefshuizen, qui prend le nom d'Eemsmond en 1992. Celle-ci est à son tour supprimée et fusionne le 1er janvier 2019 avec Bedum, De Marne et Winsum pour former la nouvelle commune de Het Hogeland.

## Démographie
Le 1er janvier 2019, le village comptait 5 400 habitants.

## Monuments
- Menkemaborg est un domaine formé d'une résidence en brique rouge et d'un jardin hollandais datant du XVIIIe siècle mais dont l'origine remonte au XIVe siècle avec l'édification d'un petit château fortifié. Il abrite un musée consacré au mode de vie des nobles (Jonkers) de la province de Groningue aux XVIIe et XVIIIe siècles[2].

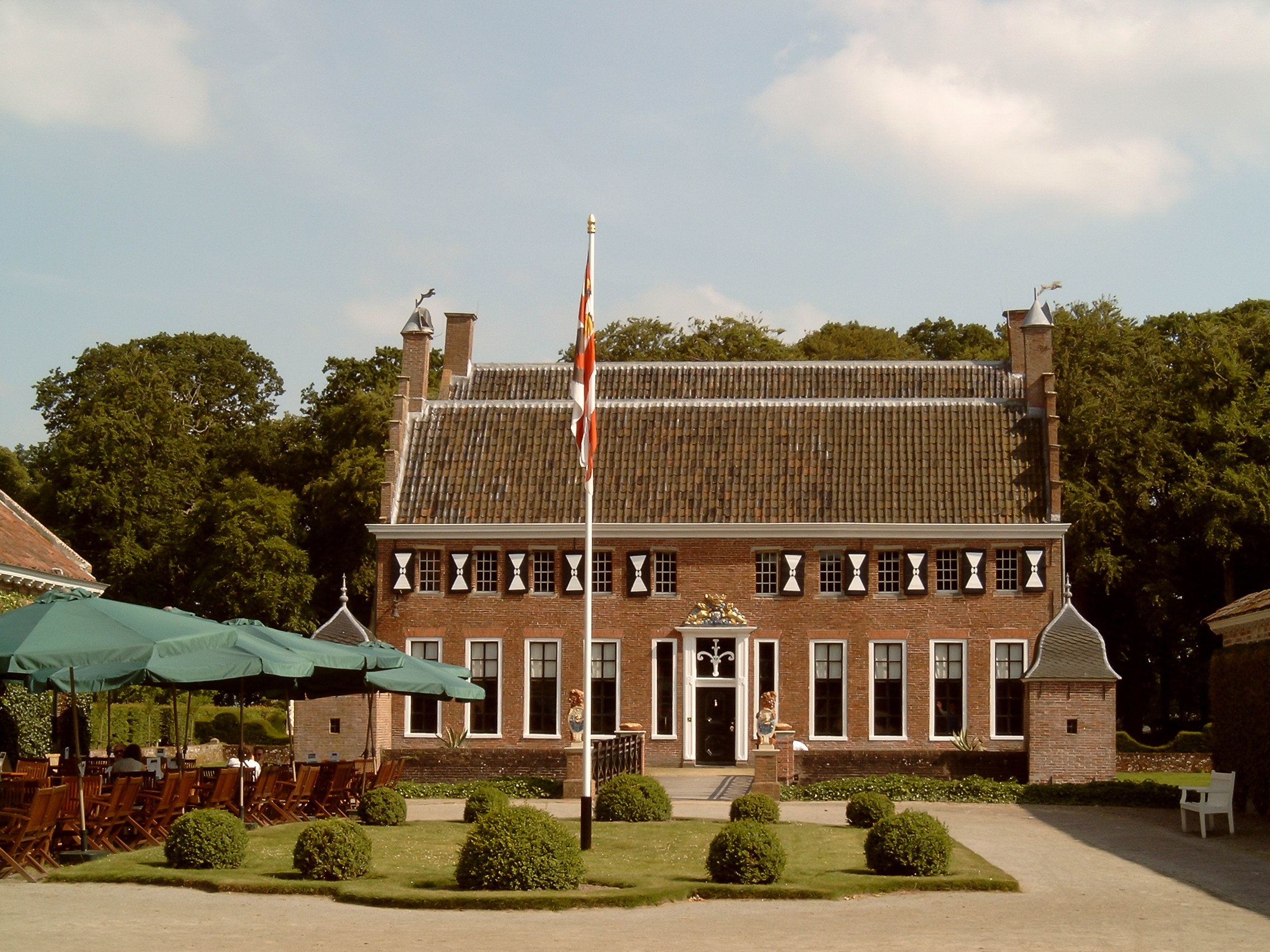
Menkemaborg